# 리처드 세라

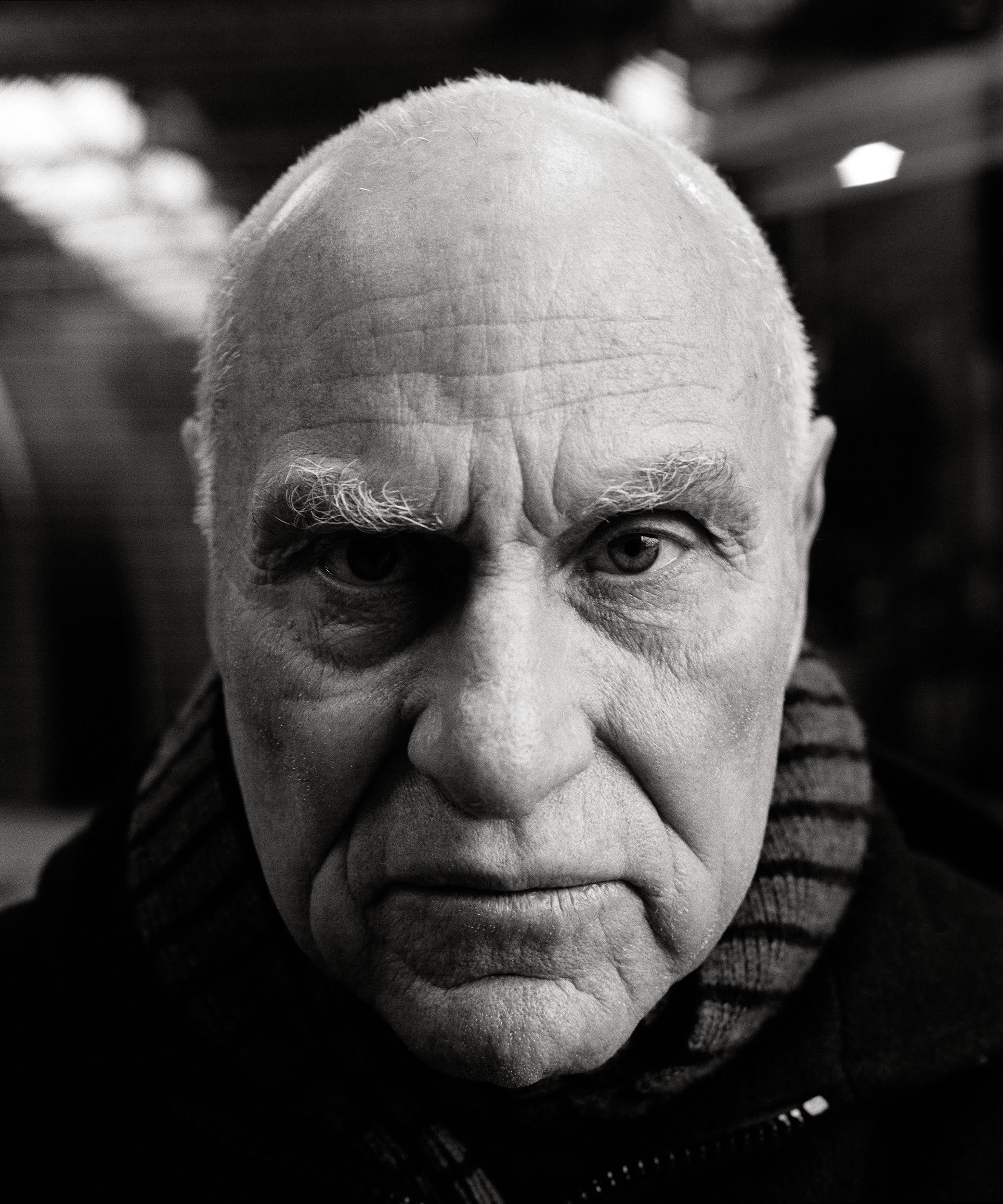
2005년 모습

리처드 세라(Richard Serra, 1938년 11월 2일 ~ 2024년 3월 26일)는 장소별 풍경, 도시 및 건축 환경을 위해 제작된 대규모 추상 조각으로 유명한 미국 예술가로, 그의 작품은 주로 포스트미니멀리즘과 관련되어 왔다. "그 시대의 가장 위대한 조각가 중 한 명"으로 묘사되는 세라는 자신의 작품의 물질적 특성을 강조하고 관객, 작품, 현장 간의 관계를 탐구하는 것으로 유명해졌다.
세라는 캘리포니아 대학교 버클리에서 영문학을 공부한 후 시각 예술로 전환했다. 그는 B.A.로 졸업했다. 1961년 캘리포니아대학교 산타바바라 캠퍼스에서 영문학을 전공했으며 그곳에서 영향력 있는 벽화가인 리코 레브런(Rico Lebrun)과 하워드 워셔(Howard Warshaw)를 만났다. 제철소에서 일하면서 생계를 유지하던 세라는 초기에 산업 재료를 접한 것이 그의 예술적 궤적에 영향을 미쳤다. 그는 예일 대학교에서 교육을 계속하여 학사 학위를 받았다. 미술사 및 M.F.A. 1964년 예일 펠로십으로 파리에 있는 동안 그는 작곡가 필립 글래스와 친구가 되었고 콘스탄틴 브랑쿠시의 스튜디오를 탐험했는데, 둘 다 그의 작업에 강한 영향을 미쳤다. 유럽에서의 그의 시간은 이후 회화에서 조각으로의 전환을 촉진했다.
1960년대 중반부터, 특히 1966년 뉴욕으로 이주한 이후 세라는 고무, 네온, 납을 사용한 초기 실험을 시작으로 대규모 철강 작품에 이르기까지 조각의 정의를 급진화하고 확장하기 위해 노력했다. 1967년의 To Lift와 1968년의 Thirty-Five Feet of Lead Rolled Up과 같은 뉴욕에서의 그의 초기 작품은 산업 재료에 대한 그의 매력과 그가 선택한 매체의 물리적 특성을 반영했다. 도시와 자연 풍경 모두에서 그의 대규모 작품은 예술과 대중의 상호 작용을 재구성했으며 때로는 1981년 맨해튼에서 열린 "Tilted Arc"와 같은 논쟁의 원인이기도 했다. 세라는 1965년 예술가 낸시 그레이브스와 결혼하다 1970년 이혼했다. 클라라 웨예그라프와는 1981년 결혼했다.